# Rafaela Silva
Rafaela Silva (n. 24 aprilie 1992, Rio de Janeiro, Rio de Janeiro, Brazilia) este o sportivă ce a reprezentat Brazilia, medaliată olimpică. A participat la 2 ediții ale Jocurilor Olimpice (2012, 2016) în care a câștigat o medalie de aur.